# Grupul de Armate 12
Grupul de Armate 12 al Statelor Unite ale Americii sau Grupul de Armate XII (în engleză 12th Army Group sau Twelfth United States Army Group) a fost cea mai mare și mai puternică formațiune a Armatei Statelor Unite care a fost desfășurată vreodată pe teren, comandând patru armate de câmp la apogeul său în 1945: Armata 1, Armata a 3-a, Armata a 9-a și Armata a 15-a. Ordinea de bătaie în cele patru armate cuprindea 12 corpuri, conținând în total 48 de divizii. Format la opt zile după debarcarea în Normandia, a controlat inițial Armata 1 și a 3-a a Statelor Unite ale Americii. Având diferite configurații în 1944 și 1945, Grupul de Armate 12 al SUA a controlat majoritatea forțelor americane de pe Frontul de Vest. A fost comandat de generalul Omar Bradley, cu cartierul general stabilit la Londra la 14 iulie 1944.
În timpul primei săptămâni a debarcărilor din Normandia și a bătăliei pentru Normandia, Armata 1 a Statelor Unite comandată de Bradley a format aripa dreaptă a liniilor aliate. Lor li s-a alăturat în cursul lunii iulie Armata a 3-a a SUA, sub comanda generalului George S. Patton, pentru a forma Grupul de Armate 12. Grupul 12 a devenit operațional în Franța la 1 august 1944. Odată cu preluarea conducerii comandamentului Grupului 12 de către generalul Omar Bradley, general-locotenentul Courtney Hodges a preluat comanda Armatei 1. În plus, Forța Aeriană a IX-a a USAAF (în engleză Ninth Air Force) (neinclusă în cifra de 1,3 milioane de soldați) a fost atașată pentru a sprijini armatele de câmp ale Grupului de Armate 12.
Până la 1 septembrie 1944, când generalul Dwight D. Eisenhower și-a asumat comanda generală a forțelor terestre aliate din nord-vestul Europei, forțele americane din Normandia au fost incluse în Armata a 2-a Britanică și în Armata 1 Canadiană din Grupul de Armate 21 comandat de generalul Bernard Montgomery.
După preluarea capului de plajă din Normandia, Grupul de Armate 12 a format centrul forțelor aliate pe frontul de vest. La nord se afla Grupul de Armate 21 britanic (Armata a 2-a Britanică și Armata 1 Canadiană), iar la sud, înaintând de la debarcarea lor pe coasta Mediteranei, se afla al Grupul de Armate 6 al Statelor Unite (format din Armata a 7-a și Armata 1 Franceză).
Pe măsură ce Grupul de Armate 12 a avansat prin Germania în 1945, a crescut pentru a controla patru armate de câmp ale Statelor Unite: Armata 1, Armata a 3-a, Armata a 9-a și Armata a 15-a. Până la Ziua Victoriei în Europa, Grupul de Armate 12 era o forță care număra peste 1,3 milioane de oameni.
Grupul de Armate 12 a fost inactivat la 12 iulie 1945, la plecarea lui Bradley pentru a deveni Director al Administrației Veteranilor. Elementele sale subordonate au devenit ubordonate direct Armatei Statelor Unite în Europa.